# Жіноча збірна України з футболу
Жіно́ча збі́рна Украї́ни з футбо́лу — національна збірна команда України з жіночого футболу, якою керує Українська асоціація футболу. 

## Історія
Свій перший матч жіноча збірна України зіграла 30 червня 1992 року в Києві зі збірною Молдови. До свого першого офіційного турніру (кваліфікаційного етапу до Чемпіонату світу з футболу серед жінок 1995 серед жінок) у 1993 році жіноча збірна України зіграла ще щонайменше чотири товариські поєдинки зі збірною Білорусі.
Найбільшим досягненням жіночої збірної України з футболу став виступ у груповому етапі Євро-2009. У групі зі збірними  Фінляндії,  Нідерландів та Данії, українська збірна посіла останнє четверте місце, але все ж таки здобула при цьому одну перемогу в грі з господарями турніру - фінською збірною. 
У відбірковому циклі на чемпіонат світу-2011 збірна України посіла перше місце у своїй групі та вийшла до стадії плей-оф, але там програла збірній Норвегії в двох матчах (0:1, 0:2).
У кваліфікації на Євро-2013 боротьбу за перше місце у відбірковій групі українки програли збірній Фінляндії. Друге ж місце вивело українську збірну в плей-оф на стикові ігри, в яких вона програла обидва матчи збірній Ісландії (2:3, 2:3). 
У відборі на чемпіонат світу-2015  збірна України знову не змогла посісти перше місце в своїй відбірковій групі, поступившись потужній збірній Англії. В плей-оф потрапили на збірну Італії та програли їй за підсумками двох матчів (1:2 та 2:2).
Відбіркові цикли на Євро-2017 та на чемпіонат світу-2019 вийшли невдалими, українська збірна посідала треті місця в своїх групах і в ті рази не брала участі навіть у стикових матчах в плей-оф. 
У відборі до Євро-2022 збірна України зазнала свою найбільшу в історії поразку від збірної Німеччини, але все ж таки посіла друге місце в групі. В плей-оф цього разу програли збірній Північної Ірландії (1:2, 0:2).
На чемпіонат світу-2023 українська команда не поїхала теж, у тій кваліфікації вона посіла лише третє місце у відбірковій групі, програвши боротьбу командам Іспанії та Шотландії.
Кваліфікація на Євро-2025 відбувалась у новому форматі. Українки посіли друге місце у лізі B в групі зі збірними Уельсу,  Хорватії та Косова. В плей-оф збірна України спочатку у двоматчовому двобої здолали збірну Туреччини (1:1, 2:0), після чого поступились збірній Бельгії (0:2, 1:2).

### Міжнародний рейтинг
13 грудня 2019 року Міжнародна федерація футбольних асоціацій опублікувала оновлений рейтинг національних жіночих збірних команд. Згідно з новим рейтингом FIFA збірна Україна завершувала 2019 рік на 27 місці. 
Згідно оновленного рейтингу, що Міжнародна федерація футбольних асоціацій опублікувала  27 березня 2020 року, збірна Україна піднялася на 26 місце. 
14 квітня 2021 роки згідно рейтингу українська команда посідала 31-у позицію. Серед виключно європейских команд, що представляють УЄФА, Україна перебувала на 20-му місці.
У дебютному сезоні Ліги націй 2023—2024, у якому брали участь 51 національна жіноча збірна УЄФА, під час жеребкування команди були розділені на три «ліги» (16 команд у лізі А, 16 команд у лізі B, 19 команд у лізі C) відповідно до коефіцієнтів національних збірних УЄФА. Україна посідала 25 місце та потрапила до ліги B.

## Список головних тренерів та тренерок
| Тренер             | Роки в збірній | Ігор | Перемоги | Нічиї | Поразки | Забиті голи | Пропущені голи | % перемог |
| ------------------ | -------------- | ---- | -------- | ----- | ------- | ----------- | -------------- | --------- |
| Олександр Чубаров  | 1992–1993      | 6    | 3        | 2     | 1       | 9           | 6              | 50        |
| Сергій Качкаров    | 1994–2000      | 58   | 30       | 8     | 20      | 101         | 98             | 51,7      |
| Анатолій Пісковець | 2000–2002      | 17   | 7        | 3     | 7       | 22          | 25             | 41,2      |
| Микола Литвин      | 2002–2004      | 13   | 6        | 2     | 5       | 16          | 25             | 46,2      |
| Володимир Кулаєв   | 2004–2006      | 16   | 9        | 2     | 5       | 33          | 25             | 56,3      |
| Анатолій Куцев     | 2007–2015      | 53   | 28       | 8     | 17      | 119         | 54             | 52,8      |
| Володимир Рева     | 2015–2018      | 31   | 15       | 6     | 10      | 45          | 38             | 48,4      |
| Наталія Зінченко   | 2018–2021      | 28   | 14       | 3     | 11      | 50          | 55             | 50        |
| Луїс Кортес        | 2021–2023      | 11   | 6        | 1     | 4       | 14          | 16             | 54,5      |
| Володимир Пятенко  | 2023–н.ч.      |      |          |       |         |             |                |           |

## Склад команди
Станом на липень 2025
| Позиція      | Гравчиня              | Дата народження | Команда          |  |
| ------------ | --------------------- | --------------- | ---------------- |  |
| Воротарка    | Дарина Келюшик        | 21.11.2003      | «Колос»          |  |
| Воротарка    | Катерина Самсон       | 05.07.1988      | «Ворскла»        |  |
| Воротарка    | Катерина Боклач       | 16.01.2004      | «Нант»           |  |
|              |                       |                 |                  |  |
| Захисниця    | Катерина Корсун       | 28.08.1995      | «Ворскла»        |  |
| Захисниця    | Яна Котик             | 28.06.2003      | «Металіст 1925»  |  |
| Захисниця    | Ірина Подольська      | 14.03.1995      | «Металіст 1925»  |  |
| Захисниця    | Анна Петрик           | 26.10.1997      | «Металіст 1925»  |  |
| Захисниця    | Ольга Басанська       | 06.01.1992      | «Металіст 1925»  |  |
| Захисниця    | Дарина Апанащенко (к) | 16.05.1986      | «Металіст 1925»  |  |
| Захисниця    | Любов Шматко          | 25.10.1993      | «Фомгет Генчлік» |  |
| Захисниця    | Яна Деркач            | 25.09.1993      | «Фомгет Генчлік» |  |
|              |                       |                 |                  |  |
| Півзахисниця | Натія Панцулая        | 28.12.1991      | «Сістерс»        |  |
| Півзахисниця | Ірина Майбородіна     | 22.05.1993      | «Сістерс»        |  |
| Півзахисниця | Даяна Семків          | 29.07.2004      | «Колос»          |  |
| Півзахисниця | Юлія Шевчук           | 25.06.1998      | «Металіст 1925»  |  |
| Півзахисниця | Таміла Хімич          | 13.09.1994      | «Металіст 1925»  |  |
| Півзахисниця | Надія Куніна          | 29.03.2000      | «Металіст 1925»  |  |
| Півзахисниця | Вероніка Андрухів     | 05.05.1996      | «Металіст 1925»  |  |
| Півзахисниця | Яна Калініна          | 14.11.1994      | «Ворскла»        |  |
| Півзахисниця | Тетяна Китаєва        | 28.10.1995      | «Ворскла»        |  |
| Півзахисниця | Яна Малахова          | 17.02.1995      | «Мура Нона»      |  |
| Півзахисниця | Ніколь Козлова        | 08.07.2000      | «Глазго Сіті»    |  |
|              |                       |                 |                  |  |
| Нападниця    | Вікторія Гірин        | 24.10.2000      | «Металіст 1925»  |  |
| Нападниця    | Єлизавета Молодюк     | 24.02.2004      | «Металіст 1925»  |  |
| Нападниця    | Роксолана Кравчук     | 07.11.1997      | «Ворскла»        |  |
| Нападниця    | Інна Глущенко         | 12.05.2004      | «Лілль»          |  |
| Нападниця    | Ольга Овдійчук        | 16.12.1993      | «Фомгет Генчлік» |  |

| Тренерський штаб збірної | Тренерський штаб збірної      |
| ------------------------ | ----------------------------- |
| Головний тренер:         | Володимир Миколайович Пятенко |

## Виступи на чемпіонатах світу
| Фінали | Фінали             | Фінали             | Фінали             | Фінали             | Фінали             | Фінали             | Фінали             |                    |
| Рік    | Раунд              | Іг                 | В                  | Н                  | П                  | ЗМ                 | ПМ                 |                    |
| ------ | ------------------ | ------------------ | ------------------ | ------------------ | ------------------ | ------------------ | ------------------ | ------------------ |
| 1991   | Не брала участі    | Не брала участі    | Не брала участі    | Не брала участі    | Не брала участі    | Не брала участі    | Не брала участі    | Не брала участі    |
| 1995   | Не кваліфікувались | Не кваліфікувались | Не кваліфікувались | Не кваліфікувались | Не кваліфікувались | Не кваліфікувались | Не кваліфікувались | Не кваліфікувались |
| 1999   | Не кваліфікувались | Не кваліфікувались | Не кваліфікувались | Не кваліфікувались | Не кваліфікувались | Не кваліфікувались | Не кваліфікувались | Не кваліфікувались |
| 2003   | Не кваліфікувались | Не кваліфікувались | Не кваліфікувались | Не кваліфікувались | Не кваліфікувались | Не кваліфікувались | Не кваліфікувались | Не кваліфікувались |
| 2007   | Не кваліфікувались | Не кваліфікувались | Не кваліфікувались | Не кваліфікувались | Не кваліфікувались | Не кваліфікувались | Не кваліфікувались | Не кваліфікувались |
| 2011   | Не кваліфікувались | Не кваліфікувались | Не кваліфікувались | Не кваліфікувались | Не кваліфікувались | Не кваліфікувались | Не кваліфікувались | Не кваліфікувались |
| 2015   | Не кваліфікувались | Не кваліфікувались | Не кваліфікувались | Не кваліфікувались | Не кваліфікувались | Не кваліфікувались | Не кваліфікувались | Не кваліфікувались |
| 2019   | Не кваліфікувались | Не кваліфікувались | Не кваліфікувались | Не кваліфікувались | Не кваліфікувались | Не кваліфікувались | Не кваліфікувались | Не кваліфікувались |
| 2023   | Не кваліфікувались | Не кваліфікувались | Не кваліфікувались | Не кваліфікувались | Не кваліфікувались | Не кваліфікувались | Не кваліфікувались | Не кваліфікувались |
| Всього |                    | –                  | –                  | –                  | –                  | –                  | –                  |                    |

## Виступи на чемпіонатах Європи
| Рік    | Раунд              | Іг                 | В                  | Н                  | П                  | ЗМ                 | ПМ                 |                    |
| ------ | ------------------ | ------------------ | ------------------ | ------------------ | ------------------ | ------------------ | ------------------ | ------------------ |
| 1993   | Не брала участі    | Не брала участі    | Не брала участі    | Не брала участі    | Не брала участі    | Не брала участі    | Не брала участі    | Не брала участі    |
| 1995   | Не кваліфікувались | Не кваліфікувались | Не кваліфікувались | Не кваліфікувались | Не кваліфікувались | Не кваліфікувались | Не кваліфікувались | Не кваліфікувались |
| 1997   | Не кваліфікувались | Не кваліфікувались | Не кваліфікувались | Не кваліфікувались | Не кваліфікувались | Не кваліфікувались | Не кваліфікувались | Не кваліфікувались |
| 2001   | Не кваліфікувались | Не кваліфікувались | Не кваліфікувались | Не кваліфікувались | Не кваліфікувались | Не кваліфікувались | Не кваліфікувались | Не кваліфікувались |
| 2005   | Не кваліфікувались | Не кваліфікувались | Не кваліфікувались | Не кваліфікувались | Не кваліфікувались | Не кваліфікувались | Не кваліфікувались | Не кваліфікувались |
| 2009   | Груповий етап      | 3                  | 1                  | 0                  | 2                  | 2                  | 4                  |                    |
| 2013   | Не кваліфікувались | Не кваліфікувались | Не кваліфікувались | Не кваліфікувались | Не кваліфікувались | Не кваліфікувались | Не кваліфікувались | Не кваліфікувались |
| 2017   | Не кваліфікувались | Не кваліфікувались | Не кваліфікувались | Не кваліфікувались | Не кваліфікувались | Не кваліфікувались | Не кваліфікувались | Не кваліфікувались |
| 2022   | Не кваліфікувались | Не кваліфікувались | Не кваліфікувались | Не кваліфікувались | Не кваліфікувались | Не кваліфікувались | Не кваліфікувались | Не кваліфікувались |
| 2025   | Не кваліфікувались | Не кваліфікувались | Не кваліфікувались | Не кваліфікувались | Не кваліфікувались | Не кваліфікувались | Не кваліфікувались | Не кваліфікувались |
| Всього |                    | 3                  | 1                  | 0                  | 2                  | 2                  | 4                  |                    |